# HTC Cavalier
HTC Cavalier，原廠型號HTC S630，HTC S631，是台灣宏達電公司所推出的智慧型手機，採用QWERTY全鍵盤，Excalibur升級版，2007年7月於亞洲首度發表。客製版本HTC S630，HTC S631，Dopod C730，SoftBank X02HT。

## 技術規格
- 處理器：Samsung SC32442 400MHz
- 作業系統：Windows Mobile 6 Standard
- 記憶體：ROM：128MB，RAM：64MB
- 尺寸：112.5 毫米 X 62.5 毫米 X 13.5 毫米
- 重量：120g（含電池）
- 螢幕：QVGA 解析度、2.4 吋 TFT-LCD螢幕
- 網路：GSM/GPRS/EDGE/WCDMA/HSDPA
- Wi-Fi：IEEE 802.11 b/g
- 藍牙：Bluetooth 2.0
- 相機：200萬畫素相機，支援自動對焦功能
- 電池：960mAh充電式鋰或鋰聚合物電池

## 外部連結
- HTC S630 概觀（页面存档备份，存于）
- HTC S630 技術規格（页面存档备份，存于）